# Dryptodon campestris
Dryptodon campestris là một loài Rêu trong họ Grimmiaceae. Loài này được (Burch. ex Hook.) Brid. mô tả khoa học đầu tiên năm 1827.